# Barnard 68
Barnard 68 – ciemna mgławica znajdująca się w konstelacji Wężownika. Została odkryta przez astronoma Edwarda Barnarda.
Ciemna mgławica absorpcyjna Barnard 68 znajduje się stosunkowo blisko Ziemi, w odległości 500 lat świetlnych. Rozpiętość tej mgławicy wynosi około pół roku świetlnego, a jej masa jest około trzykrotnie większa od masy Słońca. Całe światło widzialne emitowane przez gwiazdy znajdujące się za mgławicą jest pochłaniane przez wysoką koncentrację pyłu i gazu molekularnego. Dlatego też na tle obłoku nie widać żadnych gwiazd.

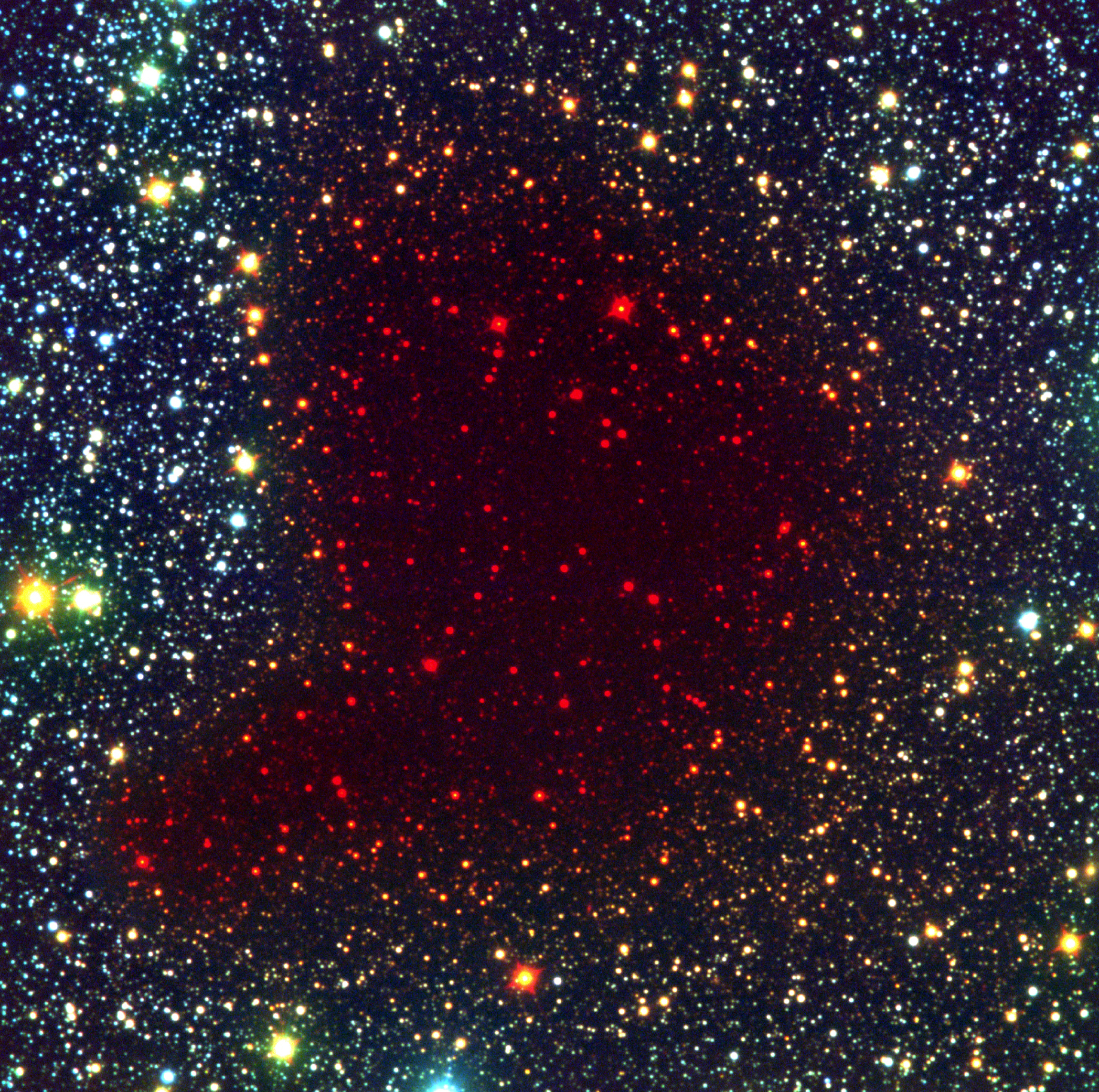
Zdjęcie przedstawia mgławicę Barnard 68 w „fałszywych kolorach” z nałożonymi obrazami w zakresie światła widzialnego i podczerwonego.

Wnętrza obłoków molekularnych należą do najzimniejszych i najbardziej odizolowanych miejsc we wszechświecie, co jest spowodowane ich wyjątkowo ciemnym otoczeniem. Ze względu na jego nieprzezroczystość jego wnętrze jest bardzo zimne, jego temperatura wynosi około 8 K (–265 °C). Nie wiadomo, jak powstają podobne obłoki molekularne, jednak prawdopodobnie są one miejscem, gdzie formują się nowe gwiazdy. To, co znajduje się za ciemnym obłokiem, można zobaczyć prowadząc obserwacje w świetle podczerwonym.